# Redecilla del Campo
Redecilla del Campo és un municipi de la província de Burgos a la comunitat autònoma de Castella i Lleó. Forma part de la comarca de Montes de Oca. Limita al nord amb Cerezo de Río Tirón i Tormantos, a l'est amb Ibrillos i Castildelgado, al sud amb Fresneña i Viloria de Rioja i a l'oest amb Belorado.

## Demografia
| 1991 |  | 1996 |  | 2001 |  | 2004 |
| ---- |  | ---- |  | ---- |  | ---- |
| 102  |  | 105  |  | 81   |  | 79   |